# 杉田亮毅
杉田 亮毅（すぎた りょうき、1937年7月19日 - ）は、日本のジャーナリスト、実業家。公益社団法人日本経済研究センター代表理事参与、株式会社日本経済新聞社参与。
株式会社日本経済新聞社代表取締役社長、株式会社日本経済新聞社代表取締役会長、日本記者クラブ理事長、公益社団法人日本経済研究センター会長などを歴任。2006年に株式会社日本経済新聞東京本社編集局にデジタル編集本部を設立し、2010年に発足した日経電子版のプロジェクトを開始させた立役者となった。

## 経歴

### 生い立ち
- 長崎県大村市生まれ。
- 1956年 長崎県立大村高等学校卒業
- 1961年 横浜国立大学経済学部卒業（長洲一二ゼミ[2]）[3]

### 日経グループにて

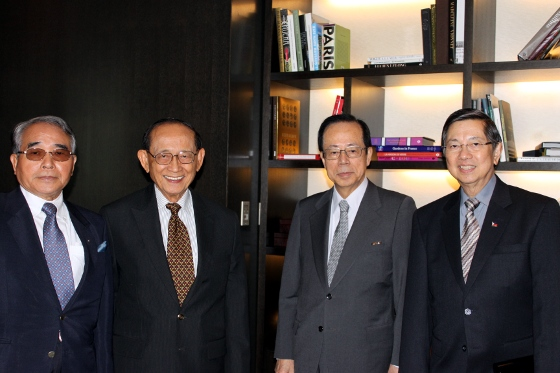
2011年8月3日、元フィリピン大統領フィデル・ラモス（左から2人目）、元内閣総理大臣福田康夫（右から2人目）、日本駐箚フィリピン特命全権大使マニュエル・ロペス（右から1人目）と

- 1961年4月 日本経済新聞社入社、東京本社編集局配属[3][4]
- 1971年9月　ワシントン特派員（49年2月まで）
- 1981年3月　日経ビジネス編集長
- 1984年3月　東京本社編集局経済部長[3]
- 1987年3月　東京本社編集局次長
- 1989年3月　東京本社編集局総務
- 1990年3月　取締役 東京本社編集局長[3]
- 1992年3月　常務取締役　東京本社編集局長
- 1994年3月　常務取締役　広報・国際・事業・出版担当、社長室長
- 1995年3月　常務取締役　広報・国際・事業担当、社長室長
- 1996年3月　常務取締役　総合企画・国際担当
- 同6月　常務取締役　総合電子メディア・国際担当
- 1997年3月　専務取締役　総合電子メディア・国際担当
- 同6月　専務取締役　販売・総合電子メディア担当、国際担当補佐
- 1998年3月　代表取締役専務　販売・総合電子メディア担当
- 1999年3月　代表取締役専務　販売・総合電子メディア担当、情報戦略本部長
- 2000年3月　代表取締役副社長　情報戦略・法務室・情報システム統合準備室担当[3]
- 2001年3月　代表取締役副社長　情報戦略・法務室担当
- 2002年3月　代表取締役副社長　情報戦略・出版・法務室担当
- 2003年 代表取締役社長[3]
- 2008年 代表取締役会長
- 2011年 取締役会長
- 2012年 参与、日本経済研究センター代表理事・会長[4][5]
- 2014年 横浜国立大学校友会会長[6]
- 2015年 日本経済研究センター特別顧問
- 2017年 日本経済新聞社参与、日本経済研究センター参与[7]

## その他の公職
- 1999年日本記者クラブ理事長[8]
- 2009年日本棋院から大倉喜七郎賞を受賞
- 2011年日本将棋連盟非常勤理事
- 2013年横綱審議委員会委員

## 栄典
- フランス共和国レジオン・ドヌール勲章オフィシエ（2017年）[3]